# Tacarigua
Tacarigua es una población perteneciente a  Margarita  (Nueva Esparta).

## Ubicación
El nombre de Tacarigua esta substancializado con los mismos albores de la conquista isleña, al ser mencionado como parte integrante del extenso "Valle del Arimocoa", que se extendía desde las vertientes de la "La Palma Real" hasta las riveras del Mar Caribe, y de donde según Juan de Catellanos, en sus "Elegías de Cubagua y Margarita", emanaban los vapores frígidos de la parte Norte de la Isla". Así mismo se encuentra ya asentado este nombre aborigen, en los antiguos documentos, cuando Don Miguel Maza de Lizana, quien fue Gobernador de "La Margarita", por primera, entre los años 1570 al 1572, en una de sus declaraciones presentadas a la Audiencia de Santo Domingo expone entre otras cosas: ..."que para que los dichos indios sean bien doctrinados e instruidos en sus pueblos, conviene que guarden la orden de los cinco pueblos que es que este testigo dejó fundado, el uno de ellos en la Cavada Pampatare y el otro en Cocheima y el otro en la cañaveta del Portezuelo del norte a donde hagan asiento y pueblo los indios de Tacariba".

## Vialidad y Transporte
Con la denominación de Tacarigua, conócese en la Isla de Margarita a la región y poblado campesino que se halla situado al este de Santa Ana, si se hace la entrada por la rada de Juangriego, y al oeste de La Asunción, si se viene desde Porlamar. Encuéntrase la región formada por un semivalle casi plano en su mayor extensión, de clima benigno y acogedor, y terreno exuberante y pródigo en agricultura a los primeros toques de las benditas lluvias que de tiempo en tiempo logran posarse sobre él, como el regalo de la naturaleza.